# Phyllobrotica sequoiensis
Phyllobrotica sequoiensis är en skalbaggsart som beskrevs av Blake 1956. Phyllobrotica sequoiensis ingår i släktet Phyllobrotica och familjen bladbaggar. Inga underarter finns listade i Catalogue of Life.